# 中川幸夫
中川 幸夫（なかがわ ゆきお、1918年7月25日 - 2012年3月30日）は、日本の前衛いけばな作家。華道家、芸術家。代表作に「花坊主」「魔の山」などがある。香川県出身。

## 経歴
敗戦直後の日本で勃興し、数年間の隆盛ののちに収束した「前衛いけ花」の活動家として知られる。この頃には中川のほかに勅使河原蒼風、小原豊雲、中山文甫らが同様の活動をしていた。この極めてアーティスティックな花の表現運動は「流派」という大きな流れを頂点とするいけ花界ヒエラルキーをどのように維持してゆくかに執着する動きにはあわず、「古典のみなおし」という建前によって後退、収束を余儀なくされた。中川は「流派」に属さず「流派」を持たないことで、唯一「前衛いけ花」作家でありつづける事を貫いた。
3歳のとき事故による怪我が元で脊椎カリエスにかかる。地元の小学校を卒業後、大阪の石版印刷屋へ奉公に出る。その9年後に病が悪化し帰郷。祖父と伯母が池坊に属し「いけばな」をしていたことから、叔母のもとでいけ花を始める。
戦後の1949年、創刊されたばかりの専門誌「いけばな芸術」へ送付した花の作品写真が作庭家の重森三玲に認められ、世に名が知られるようになる。1951年、白菜を活けた「ブルース」という作品についての見解の相違がもとで家元と衝突、『決定的に自由であるために』（中川）池坊脱退声明を表し、33歳で流派を去る。「白東社」などの合同展を経て、1968年には東京で初の個展を開催。以後は、個展のほか音楽家・舞踏家等とパフォーマンスの開催をしたり、ガラス作品の制作や書も手がけた。

## 年譜
- 1918年 香川県丸亀市に生まれる。
- 1921年 脊椎カリエスを患う。
- 1932年 大阪にある石版画工房「近土版画社」に奉公、内弟子となる。
- 1942年 帰郷。池坊讃岐支部長を務めた祖父、その後をついだ伯母の影響で、いけばなを始める。
- 1944年 丸亀市の役場で兵事課に勤める。
- 1945年 今井實の印刷会社に終戦後から勤務。
- 1947年 池坊最高位だった後藤正一を京都に訪ね、立花を習得。
- 1949年 重森三玲（作庭家）の推挙で作品が「いけばな芸術」で紹介される。
- 1950年 重森三玲主催の家元否定のいけ花革新集団「白東社」に参加する。
- 1951年 池坊脱退声明を発して脱退。個人のいけばな作家として活動を始める。
- 1955年 「婦人画報」11月号の中川作品撮影のために、土門拳が丸亀を訪れる。
- 1956年 丸亀から東京の中野に転居する。
- 1960年 朝日新聞の「前衛を探る」で特集される。
- 1966年 NHK「日本の伝統いけばな」にテレビ出演。
- 1978年 前年に出版した作品集『華』が「世界で最も美しい本の国際コンクール」に入賞。
- 1981年 NHKラジオ・人生読本「花と人」に出演。
- 1985年 東京セントラル美術館にて「アートフェア'85」イベントでパフォーマンスを行う。
- 1986年 「家元王国・知られざる日本の伝統」（中村敦夫地球発22時）テレビ出演。
- 1990年 第40回砺波市チューリップフェアで気球によるオブジェ制作。映画「花いける」に出演、題字を書く。
- 1991年 日本テレビにて「美の世界花霊を求めて・中川幸夫」放映、大野一雄と共演。
- 1994年 週刊朝日に「おののき」一年間連載。
- 1997年 NHK日曜美術館にて「中川幸夫の世界・いけ花ではないがいけ花である」放映された。
- 1998年 山口県立萩美術館浦上記念館・萩にて「鏡の中の鏡の鏡」を制作。
- 1999年 「織部賞グランプリ」を受賞。丸亀市文化功労賞を受賞。
- 2002年 第二回大地の芸術祭 越後妻有アートトリエンナーレプレイベント「天空散華・妻有に乱舞するチューリップ・中川幸夫『花狂』」十日町市博物館他・新潟。
- 2002年 映画「たそがれ清兵衛」（監督・山田洋次）の題字を書く。
- 2012年3月30日、老衰のために死去[1]。93歳没。
- 2014年6月7日、ドキュメンタリー映画『華 いのち 中川幸夫』公開。監督は谷光章。

## 展覧会
- 1949年	
  - 初個展「花個展 中川幸夫」大松屋百貨店・丸亀
- 1950年	
  - 「池坊全国選抜展」に出品　東京都美術館・東京
  - 「第1回香川県いけばな展」に出品　高松市美術館・高松
- 1952年	
  - 「第1回白東社展」に出品　三越・大阪
- 1953年	
  - 「西日本選抜いけばな展」に出品　岡山天満屋・岡山
- 1954年	
  - 「第1回モダンアートフェア」に招待出品　大丸・大阪
  - 「第2回白東社展『白東社小品展』」に出品　大丸・大阪
- 1955年	
  - 「第2回モダンアートフェア」に招待出品　大丸・大阪
  - 「第3回白東社展『白東社野外展』」岸和田城本丸八陣の庭・大阪
- 1956年	
  - 「第3回モダンアートフェア」に出品　そごう・大阪
- 1961年	
  - 「中川幸夫・半田唄子 造形オブジェ展」二人展　なびす画廊・東京
- 1968年	
  - 初個展「中川幸夫 個展」いとう画廊・東京
- 1970年	
  - 「陶・宇野三吾／花・中川幸夫 展」青画廊・東京
- 1975年	
  - 中川幸夫・半田唄子 二人展「ガラス器に生ける」クラタ･クラフト･ギャラリー・東京
- 1981年	
  - ガラス作品の初個展「はながらす・中川幸夫展」ギャラリー412・東京
- 1984年	
  - 花楽としての初個展「花楽 水に花 ・中川幸夫展」銀座自由が丘画廊・東京
- 1985年	
  - 「はながらす中川幸夫展　花楽」新潟伊勢丹・新潟
  - 「うぶすな中川幸夫展　はながらす」ギャラリー森・東京
- 1987年
  - 「無言の凝結体・中川幸夫展」銀座自由が丘画廊・東京
  - 第1回「聲を織るもののふたち展」に出品。中川他、天童大人、砂澤ビッキ、村井正誠、渡辺豊重、出品。)　ギャラリーミカワ・東京
- 1988年	
  - 「花の表現」展　埼玉県立近代美術館・埼玉
  - 中川幸夫・三輪和彦との二人展「ばけるほのお」彩陶庵ぎゃらりい・萩
  - 第2回｢聲を織るもののふたち展｣に出品　ギャラリーミカワ・東京
  - 「源初展」夢土画廊・東京
- 1989年	
  - 「墨五人展」に出品　草月美術館・東京
  - 第3回「聲を織るもののふたち展」に出品　ギャラリーミカワ・東京
  - 「中川幸夫の花・出版記念写真展」双ギャラリー・東京
  - 第1回「天に翔る男たち展」に出品　ギャラリーいそがや・東京
- 1990年	
  - 「黒風白雨・中川幸夫展」双ギャラリー・東京
  - 第4回「聲を織るもののふたち展」に出品ギャラリーミカワ・東京
  - 第2回「天に翔る男たち展」に出品　ギャラリーいそがや・
- 1991年第1回「作家たちの字歴書展」に出品　ギャラリーフレスカ・東京
- 1992年	
  - 第3回「天に翔る男たち展」に出品　ギャラリーいそがや・東京
  - 第2回「作家たちの字歴書展」に出品　ギャラリーフレスカ・東京
- 1993年	
  - 「熊倉順吉・中川幸夫 二人展」アートスペースシモダ・東京
  - 「はながらす」展　ギャラリー無有・東京
  - 第4回「天に翔る男たち展」に出品　ギャラリーいそがや・東京
  - 第3回「作家たちの字歴書展」に出品　ギャラリーフレスカ・東京
- 1994年
  - 「前衛の四人展」に出品　現代美術資料センター・東京
  - 第5回「天に翔る男たち展」に出品　ギャラリーいそがや・東京
  - 第4回「作家たちの字歴書展」に出品　ギャラリーフレスカ・東京
- 1995年
  - 「⊥、花中川幸夫展」ギャラリー森・東京
  - 「おののき」自選展　ギャラリー小柳・東京
  - 第5回「作家たちの字歴書展」に出品　ギャラリーフレスカ・東京
- 1996年
  - 角偉三郎・中川幸夫 二人展「天花海漆」展　 ギャラリーいそがや・東京
  - 第6回「作家たちの字歴書展」に出品　ギャラリーフレスカ・東京
- 1997年
  - 中川幸夫・荒木経惟「花淫さくら」展　ギャラリー小柳・東京
  - 第7回「作家たちの字歴書展」に出品　ギャラリーフレスカ・東京
  - 「中川幸夫展」ギャラリー飛鳥・東京
- 1998年
  - 「鏡の中の鏡の鏡」山口県立萩美術館浦上記念館・萩
  - 「etre nature」展に写真作品15点出品　カルティエ現代美術館・パリ
  - 「中島修・中川幸夫展」ギャラリーTOM・東京
  - 第1回「もののふたちの字歴書展」に出品　アートサロンアクロス・東京
- 1999年
  - 第2回「もののふたちの字歴書展」に出品　アートサロンアクロス・東京
- 2000年
  - オマージュ瀧口修造「中川幸夫 ・献花･オリーブ」展　ザ･ギンザアートスペース・東京
  - 「中川幸夫展」パート1、2　ギャラリー小柳・東京
  - 第3回「もののふたちの字歴書展」に出品　アートサロンアクロス・東京
- 2001年
  - 「FACTS OF LIFE」展に出品　ヘイワード・ギャラリー・ロンドン
  - 「The Scent and Shape of Ink」展に招待出品　韓国国立現代美術館・ソウル
  - 第4回「もののふたちの字歴書展」に出品　アートサロンアクロス・東京
- 2002年
  - 「天空散華・妻有に乱舞するチューリップ ・中川幸夫『花狂』」十日町市博物館他・新潟
  - 「はなむすび」展　G-WINGS・金沢、ながの東急百貨店・長野
  - 第5回「もののふたちの字歴書展」に出品　アートサロンアクロス・東京
- 2003年
  - 「中川幸夫　魂の花展」青竹ひらく霧島　鹿児島県霧島アートの森・鹿児島
  - 「有隣荘・中川幸夫・大原美術館」　大原美術館・岡山
  - 「中川幸夫展」銀座エルメスギャラリー・東京
  - 第6回「もののふたちの字歴書展」に出品　アートサロンアクロス・東京
- 2004年
  - 「荒木経惟へのオマージュ」展　ガラス：中川幸夫／花：柿崎順一　北野美術館別館 北野カルチュラルセンター・長野
  - 第7回「もののふたちの字歴書展」に出品　アートサロンアクロス・東京
- 2005年 
  - 巡回展「花人 中川幸夫の写真・ガラス・書 　いのちのかたち」宮城県美術館・宮城、丸亀市猪熊弦一郎現代美術館・丸亀
  - 「書の春・夏・秋・冬、相応の裂を纏う　中川幸夫・麻殖生素子展」二期ギャラリー册・東京　
  - 「庭園植物記」団体展に出品  東京都庭園美術館・東京

## 作品集
- 「中川幸夫作品集」（自作、1955年）
- 「華 中川幸夫作品集」（求龍堂、1977年）
- 「ばけるほのお」（彩陶庵、1989年）
- 「中川幸夫の花」（求龍堂、1989年）
- 「花のおそれ」（誠文堂新光社、1992年）
- 「はながらす」（ギャラリー無有、1993年）
- 「魔の山 中川幸夫作品集」（求龍堂、2003年）
- 「花人 中川幸夫の写真・ガラス・書 いのちのかたち」（求龍堂、2007年）

## ドキュメンタリー
- 映画『華 いのち 中川幸夫』2014年6月7日公開。企画・監督・編集：谷光章。製作・著作：イメージ・テン

## 関連人物・項目
- 荒木経惟
- 大野一雄
- 柿崎順一
- 求龍堂
- 後藤正一
- 重森三玲
- 誠文堂新光社
- 瀧口修造
- 千野共美
- 土門拳
- 流政之
- 早坂暁
- 半田唄子
- 棟方志功
- 水沢澄夫
- 三輪和彦
- 三輪龍作

## 関連書籍
- 早坂暁 『華日記』（勉誠出版）
- 早坂暁 『君は歩いて行くらん―中川幸夫狂伝』（求龍堂）